# Carina Jahani
Carina Jahani, född 1959, är en svensk språkforskare, iranist och professor i iranska språk vid Uppsala universitet. 
Carina Jahani är en av världens ledande kännare av det baluchiska språket. Hon disputerade 1989 vid Uppsala universitet på en avhandling i detta ämne: Standardization and orthography in the Balochi language. År 2004 tillträdde hon som Uppsala universitets professor i iranska språk som efterträdare till Bo Utas.

## Verk i urval
- Iran: 4 000 år av historia, konst, religion, litteratur och språk, red. Ashk Dahlén och Carina Jahani, 2014.
- Linguistic convergence and areal diffusion: case studies from Iranian, Semitic, and Turkic, 2004.
- The Baloch and their neighbours: ethnic and linguistic contact in Balochistan in historical and modern times, 2003.
- Language in society : eight sociolinguistic essays on Balochi, 2000.
- Standardization and orthography in the Balochi language, 1989.